# Leonard Woolley
Sir Charles Leonard Woolley (17. dubna 1880 Londýn – 20. února 1960) byl britský archeolog, jeden ze zakladatelů moderní archeologie. Nejvíce ho proslavily nálezy v sumerském městě Ur v dnešním jižním Iráku. Za své zásluhy byl v roce 1935 povýšen do šlechtického stavu.

## Život

### Studium a archeologické začátky
Syn anglikánského duchovního studoval v Oxfordu. Již v mládí projevoval sklony k umění, pravidelně navštěvoval londýnské galerie a snažil se vzdělávat se o dějinách umění. Roku 1905 se stal pomocným asistentem v Ashmolean Museum v Oxfordu. O rok později mu Arthur Evans nabídl účast na archeologickém průzkumu římského sídliště v Corbridge, a tak začala jeho dráha archeologa. Jak později tvrdil, archeologické metody předtím studoval pouze z knih a vůbec nevěděl, jak průzkum v praxi vypadá.
V letech 1907–1912 prováděl Woolley průzkum lokalit v Egyptě a v Núbii, v letech 1912–1914 společně s T. E. Lawrencem pracoval na vykopávkách chetitského města Karchemiše a na Sinaji. Během války působil ve zpravodajské službě britského armádního štábu v Káhiře.  Dva roky strávil v tureckém zajetí. 
V sezóně 1921–1922 prováděl průzkum v oblasti sídelního města egyptského faraóna Achnatona v el-Amarně ve středním Egyptě.

### Odkrytí města Ur
Roku 1922 byl Woolley jmenován  vedoucím expedice, kterou organizovalo Britské muzeum v Londýně a americká Pensylvánská univerzita v Mezopotámii. Práce na pahorku zvaném Mukajjar měly potvrdit, že se pod ním skrývá legendární sumerské město Ur. Po prvních objevech Woolley práce přerušil a v roce 1923 se přesunul k 10 km vzdálené lokalitě Tell ale-Ubajdu, kde objevil nápisy prokazující existenci urské civilizace. V roce 1927 se oženil se svou asistentkou Katherinou Keelingovou, která se expedice zúčastnila téměř od začátku. Téhož roku se vrátil k vykopávkám na Mukajjaru. 
Do roku 1934 Woolley prozkoumal podrobně královské pohřebiště, v němž nalezl 16 komplexů se zhruba 1850 hroby. Nejvýznamnějším objevem je luxusní hrobka královny (možná princezny) Puabi, která přečkala bez návštěvy vykradačů hrobek celá tisíciletí. Obsahovala mnoho zachovalých předmětů včetně okrouhlých pečetidel se jménem královny. Poklad včetně nádherné královniny čelenky je uložen v Pensylvánské univerzitě. Podle nálezů v hrobce a jejím okolí rekonstruoval Woolley průběh pohřebního ritu. Byli při něm zabíjeni a obřadně pohřbíváni královnini sloužící, aby měla Puabi pohodlný posmrtný život.
Woolley zjistil, že v raně dynastickém období Uru vládli před panovníky uvedenými v Sumerském královském seznamu ještě další panovníci – Meskalamdug a Akalamdug. V Uru nalezl také doklady o řízení chrámového hospodářství za 1. a 3. dynastie urské, objevil několik chrámů, nápisů a část urské standarty. Provedl rekonstrukci zikkuratu z doby III. dynastie. Jeho průzkumy umožnily vykreslit obraz života společnosti v raných městských státech Sumeru. Našel důkazy o velké potopě, která mohla být historickým podkladem pro biblický příběh. 

### Další vykopávky
V roce 1933 irácká vláda zakázala vývoz archeologických nálezů do zahraničí a Anglie ukončila svou účast v expedici.  Woolley musel odejít od nedokončené práce.  Snažil se zjistit vzájemné vazby mezi civilizacemi v Mezopotámii a v egejské oblasti. To ho dovedlo roku 1936 do al-Míny v Sýrii a od roku 1937 s válečnou přestávkou do roku 1949 prováděl vykopávky v Tell Atchaně (Alalich) v dnešním Turecku. K jeho úspěchům patří například nález sochy krále Idrimiho a města, které bylo po tisíciletí považováno za ztracené.  Při hypotézách o vazbách mezi Sumerem a Egyptem se Woolley dopouštěl některých idealizací, které soudobá věda popřela.
Během 2. světové války působil jako důstojník pověřený dohledem nad starověkými památkami a uměleckými díly v různých válečných oblastech, např. v Itálii. 

### Závěr života
Posledních deset let svého života Woolley věnoval třídění a zpracovávání nálezů, psaní vědeckých i populárně-naučných knih. Napsal jich kolem třiceti. Zemřel v Londýně 22. února 1960 ve věku 79 let.

## Odborné publikace (výběr)
- Digging Up The Past (1930)
- Alalakh, An Account of the Excavations at Tell Atchana, Oxford, (1955)
- Spadework: Adventures in Archaeology (1953)
- Excavations at Ur: A Record of 12 Years’ Work (1954)
- The Ancient Near Eastern World, Oxford, (2005)
- History of Mankind. United States: UNESCO, 1963
- The Sumerians. London: Oxford University Press,1965
- The Art of The Middle East, including Persia, Mesopotamia and Palestine. New York: Crown Publishers. 1961.
- History Unearthed. 176 pp. with 182 illustrations. Small 4to, cloth. New York, Praeger, 1962.
- Spadework: adventures in archaeology (London, Lutterworth Press, 1953)
- As I seem to remember (London, Allen & Unwin, 1962)

## Zajímavost
Britská spisovatelka Agatha Christie se inspirovala jeho výzkumy v detektivním románu Vražda v Mezopotámii (Murder in Mesopotamia) a posléze se provdala za jeho mladšího asistenta Maxe Mallovana.

## Galerie

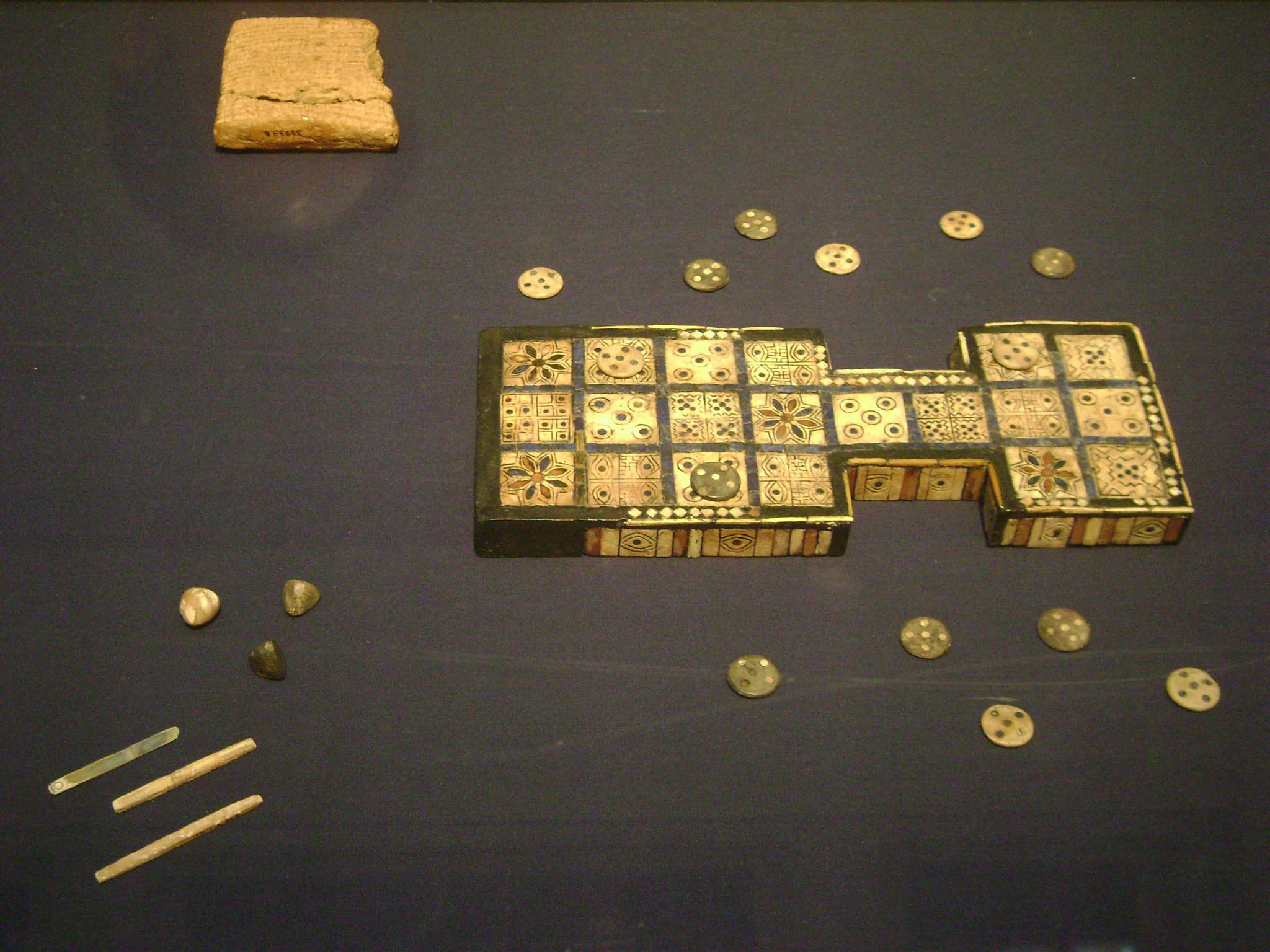
Královská hra z Uru, objevená Woolleyem v roce 1922
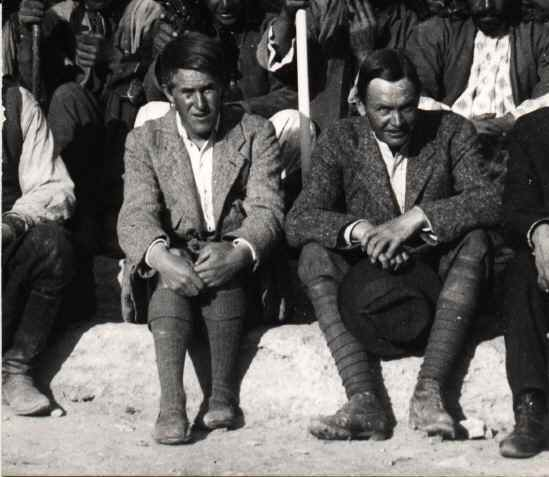
Leonard Woolley (vpravo) a T.E.Lawrence